# Ruska svemirska agencija
Ruska svemirska agencija ili RKA (ruski: Федеральное космическое агентство России), odnosno ruski Государственная корпорация по космической деятельности «Роскосмос» , kraće Roskosmos, osnovana 25. veljače 1992., je ključno tijelo u novoj organizaciji ruskog (civilnog) svemirskog programa. Zapošljavala je svega nekoliko stotina djelatnika (nekad u Sovjetskom Savezu je MOM imao ukupno oko 2 milijuna zaposlenika) i naslijedila neka postojeća postrojenja i institute. Zahvaljujući iskustvu svojih djelatnika, bivših stručnjaka, političara i upravitelja svemirskog programa, brzo je zadobila autoritet i u zemlji i inozemstvu. U ožujku 1999., objavljeno je da će ovlasti nad 350 poduzeća u zrakoplovnoj industriji (prethodno ovisnih o Ministarstvu obrane) biti prenesene na RKA, pa je u srpnju iste godine RKA postala RAKA (Ruska zrakoplovna i svemirska agencija).

## Povijest
Sovjetska raketna istraživanja, namijenjena nastavku rada Ciolkovskog, započela su 1924., kada je sovjetska vlada kreirala "Središnji ured za istraživanje problema raketa" i "Svesavezno društvo za istraživanje interplanetarnog leta". Nakon reorganizacije 1928. još značajniju ulogu u tim istraživanjima dobila je i Akademija znanosti, čiji je član 1919. postao i sam Konstantin Ciolkovski. Sovjetski vladini raketni tim, predvođen Fridikom Arturovićem Tsanderom i Valentinom Petrovićem Gluškom počeo je 1930-tih godina testirati niz raketnih motora na tekuće gorivo. Jedne od raketa koje su proizišle iz tih istraživanja bile su "GIRD-X", raketa teška 30 kg, dugačka 2,5 m i široka 15 cm, koja je tijekom testiranja 1933. postigla visinu od 5 km, te 100 kg teška, 3 m dugačka i 30 cm široka raketa "Aviavnito", koja je 1936. dosegla visinu od gotovo 6 km.
Najpoznatija sovjetska ratna raketa razvijena tijekom Drugog svjetskog rata bila je "Kaćuša", raketa na kruto gorivo ispaljivana iz višecijevnih raketnih bacača i maksimalnog dometa od 5 do 10 km. 
Pri kraju Drugog svjetskog rata američke su snage iz Mittelwerk postrojenja sovjetima doslovno pred nosom odnijele glavninu njemačke opreme i V-2 raketa, te osigurale većinu ključnih njemačkih raketnih znanstvenika. Ipak, SSSR je uspio osigurati Mittelwerk postrojenje, kao i važne njemačke znanstvenike Helmuta Grottrupa (stručnjaka za navođenje), Ericha Putzea (stručnjaka za proizvodnju) i Wernera Bauma (stručnjaka za propulziju). Također, osigurano je i nekoliko stotina radnika Mittelwerk postrojenja. Međutim, najvažnije od svega je to što je Sovjetski Savez već imao svoje raketne stručnjake, poput A. G. Kostikova, koji je konstruirao ratne rakete "Kaćuša" i Sergeja P. Koroljova, smatranog ocem modernih sovjetskih raketa.
Nakon Drugog svjetskog rata, Sovjeti su ponovno pokrenuli proizvodnju V-2 raketa u Mittelwerk postrojenju i nastavili je sve do 1946. Poput SAD-a i SSSR je za početna poslijeratna raketna istraživanja koristio V-2 rakete. Krajem listopada 1946., svi njemački znanstvenici koji su radili za Sovjete, transportirani su bez prethodne najave, kamionima i vlakovima u Rusiju. Njemački raketni kolektiv ubrzo je uspostavljen u okolici Moskve, gdje je počeo usavršavati V-2 raketu.
Sredinom ožujka 1947. godine osnovana je Državna komisija za proučavanje izvodivosti proizvodnje dalekometnih balističkih projektila. Državna komisija je predložila da prvi logičan korak bude poboljšana verzija V-2 projektila, koja se već razvijala u okviru Njemačkog raketnog kolektiva, te je konačno prvi put lansirana u Kazahstanu, 30. listopada 1947. i postigla domet od 320 kilometara. Nakon poboljšane V-2 rakete uslijedio je razvoj mobilnog balističkog projektila "Pobeda", impresivnog dometa od 800 kilometara. Od te točke nadalje, njemačko sudjelovanje u sovjetskom balističkom programu naglo je opadalo. Većina njemačkih radnika i znanstvenika vraćena je kući do ranih 1950-tih. Posljednji koji je to učinio bio je vodeći znanstvenik Helmut Grottrup, koji se u Zapadnu Njemačku vratio u studenom 1953. godine. 
Početkom 1950-tih lansirane su prve sovjetske rakete u Kapustin Yaru i Bajkonuru, od strane dva tima, jedan predvođen V. P. Gluškom i S. Korolevom, a drugi M. Jangelom i V. Čelomejem
Budući da su Sovjeti njemačkim znanstvenicima ograničili pristup razvoju sovjetskih projektila, SAD nije točno znao koliko je SSSR u prednosti, sve do kasnih 1950-tih. Prednost Sovjetskog Saveza pred SAD-om temeljila se na dva glavna čimbenika. Prvo, sovjetska vojska nije tratila vrijeme na razvoj krstarećih projektila, koje je bilo relativno lako presresti i uništiti na putu do cilja, nego je odmah uložila maksimalan napor u razvoj balističkih projektila. Drugo, Sovjeti nisu bili obeshrabreni činjenicom da su nuklearna oružja velika i teška, nego su jednostavno razvili velike rakete koje su mogle ponijeti te terete. Zbog toga je SSSR bio najmanje dvije godine u prednosti pred SAD-om, imajući na raspolaganju projektile srednjeg dometa već u travnju 1956., a interkontinentalne projektile već u kolovozu 1957.

### Prvi umjetni satelit Sputnjik 1
S dolaskom predsjednika Nikite Hruščova, političko se rukovodstvo zainteresiralo za satelite. Osnovana je posebna komisija pod okriljem Akademije znanosti i objavljeno je da će Sovjetski Savez sudjelovati u Međunarodnoj geofizikalnoj godini (IGY). Svemirski program je privukao interes vojnih časnika i znanstvenika i generalni je sekretar prihvatio prijedlog S. Koroleva da se spoje programi lansiranja satelita i razvoja projektila. 
Povijest modernih sovjetskih lansirnih vozila, kao i ulazak čovječanstva u svemirsko doba, započinje 1957., kada je SSSR lansirao prvi interkontinentalni balistički projektil "R-7" (Semjorka), jednostupanjsku raketu s četiri pomoćna raketna motora, koja je u svom modificiranom obliku, 4. listopada 1957. lansirala prvi umjetni satelit "Sputnjik 1" u Zemljinu orbitu.
Ta raketa sačinjava osnovu tzv. Koroljevih lansirnih vozila, nazvana prema čovjeku (Sergeju P. Koroljovu) koji ih je i dizajnirao. To su Vostok, Voskhod, Molnija i Sojuz. "Vostok" je proizišao iz "R-7" dodavanjem malog dodatnog stupnja, "Voskhod" je nastao dogradnjom dodatnog stupnja koji je tri puta jači od Vostokovog, dok je "Molnija", Voskhod s dodanim trećim stupnjem. "Sojuz" se pojavio 1966. i sastoji se od Voskhoda s usavršenim drugim stupnjem. Lansirno vozilo "Sojuz" je najupotrebljivanije lansirno vozilo u povijesti. Do danas je izvršeno niz modifikacija, a posljednja verzija "Sojuz ST", opremljena četvrtim "Fregat" stupnjem, testirana je 2000. godine. Vrlo je cijenjeno u svijetu zbog svoje pouzdanosti i niskih troškova, a po današnjim kriterijima spada u srednje tešku kategoriju lansirnih vozila. 
Kako bi se optimizirala efikasnost svemirskog programa 1959. je godine napravljena njegova reorganizacija. Odgovornost za balističke projektile povjerena je Strateškim raketnim snagama (RVSN), treniranje kozmonauta dodijeljeno je Zrakoplovstvu, a Akademija znanosti prepustila je koordinaciju znanstvenih istraživanja i svoje tehničke institute novoj vladinoj komisiji. Nedostatak središnje strukture (poput NASA-e) za upravljanje svemirskim programom kao cjelinom, nadomještena je personalizacijom odgovornosti, pa su inženjeri i znanstvenici na čelu konstruktorskih biroa bili direktno uključeni u novu vladinu komisiju i mogli su imati značajan utjecaj na članove Politbiroa i Centralnog Komiteta. Posebno velik broj službenih odgovornosti držao je S. Koroljov, uključen u znanstvene i tehnološke aspekte različitih programa.

### Prvi svemirski let čovjeka u povijesti
Prvi svemirski let čovjeka u povijesti započeo je 12. travnja 1961. na kozmodromu Bajkonur. U kabini svemirskog broda i lansirnog vozila "Vostok" (proizišlog iz interkontinentalnog balističkog projektila "R-7"), Jurij Gagarin, prvi kozmonaut svijeta, obletio je jedanput Zemlju i nakon 108 minuta leta uspješno se vratio u relativnu blizinu mjesta s kojega je i poletio. 
Druga obitelj lansirnih vozila, Jangel lansirna vozila (prema M. Jangelu), također je proizišla iz balističkih projektila i provela je veliku većinu vojnih misija. Lako lansirno vozilo "Kosmos" korišteno je izmenu 1962. i 1977., a potom su uvedene jače dvostupanjske verzije "Kosmos 3M" i "Tsyklon 2", te trostupanjska verzija "Tsyklon 3".
Usporedno, Sovjeti su po vodstvom Vladimira Čelomeja razvili potpuno novo, teško lansirno vozilo, poznato kao "Proton" raketa. Prvi put se pojavilo u lipnju 1965. u dvostupanjskoj verziji, a do 1968. napravljene su i četverostupanjske i trostupanjske verzije. Trenutni dizajn rezultat je modifikacija napravljenih 1986. i 1991. Glavna prednost tog danas već slavnog lansirnog vozila je njegova fleksibilnost, zahvaljujući dijelom njegovoj modularnoj koncepciji.
Brežnjeveva era donijela je određeni stupanj institucionalizacije u svemirski sektor. Ključne odluke donošene su od strane najviših autoriteta Komunističke Partije, upravljanje je vršeno na ministarskom nivou, a Akademija znanosti bavila se fundamentalnim istraživanjima i vanjskim odnosima. U cilju veće kohezije u sektoru 1965. je osnovano Ministarstvo za opću izgradnju strojeva (MOM), čiji je zadatak bila koordinacija svemirskih aktivnosti kao cjeline, od primijenjenih istraživanja do proizvodnje. Međutim, kako su neki važni instituti i dalje ostali pod ingerencijom Ministarstva zrakoplovne industrije (MAP), te kako je donošenje važnih odluka i dalje ovisilo o osobnim odnosima između direktora programa i političkih lidera, MOM je često služio samo za ratifikaciju odluka donesenih na najvišim razinama.
Nakon što je uspješno lansirao prvi umjetni zemljin satelit i poslao prvog čovjeka u svemir, Sovjetski Savez je nastavio utrku prema Mjesecu, prema kojem je sveukupno uspješno lansirao oko 30 "Luna" i "Zond" sondi. Za potrebe spuštanja ljudske posade na Mjesec, SSSR je 1960-tih godina počeo razvijati i divovsko lansirno vozilo "N1", ali su istraživanja, nakon neuspjelih lansiranja 1969., službeno prekinuta 1974.
Kada je 1966. S. Korolev umro, svemirski je sektor ostao bez važne unificirajuće osobnosti. To je povećalo rivalstvo među stručnjacima, dok u isto vrijeme MOM nije bio u stanju racionalizirati upravljanje svemirskim aktivnostima. To je bio i jedan od najvažnijih razloga zbog kojih je do 1969. godine Sovjetski Savez posustao u utrci na Mjesec. 
Umjesto misija s ljudskom posadom, na Mjesec je sve do 1976., u sklopu "Luna" programa, poslano niz automatskih istraživačkih sondi, sa zadaćom da istraže mjesečevo tlo i pošalju natrag na Zemlju uzorke njegova tla. S Mjeseca je dopremeljeno oko 320 grama tla (misija Apollo oko 370 kg), a samohodna mjesečeva vozila "Lunohod 1" i "Lunohod 2", u ukupno 16 mjeseci svoga rada, prevalila su put na Mjesecu u dužini od gotovo 50 kilometara (misija Apollo, astronauti s i bez Lunar Rovera, oko 60 km).

### Svemirska postaja Mir
Međutim, dok je NASA zbog smanjenog budžeta 1970-tih godina morala ograničiti planirana istraživanja Sunčevog sustava i gotovo prekinuti misije s ljudskom posadom, Sovjetski je Savez uz produžena istraživanja Mjeseca, poslao niz istraživačkih sondi na Veneru (prve slike s tla) i Mars. Uz pomoć "Proton" rakete SSSR je u razdoblju od 1971. do 1982., u orbitu lansirao sedam svemirskih stanica "Saljut", što je kulminiralo 1986. lansiranjem velike svemirske postaje "Mir". Kontinuirana ljudska prisutnost u zemljinoj orbiti održavana je uz pomoć rakete i svemirskog vozila "Sojuz", konstruiranog još 1967. za potrebe misije na Mjesec, te njegove izvedenice, teretnog i servisnog vozila "Progres". 
Od 1985. do 1991., predsjednik Mihail Gorbačov je pokušao uvesti neke nove reforme, decentralizirati odlučivanje i dopustiti industrijskom sektoru veću neovisnost. Međutim, jer su se donošenje odluka i alokacija resursa nastavile provoditi istim kanalima to je samo u manjoj mjeri uspjelo. Najveći su utjecaj imala pojedina ministarstva i državne komisije. Instituti ministarstava (poput TsNIIMash za MOM i TsAGI za MAP) imali su ključnu ulogu zbog svoje specijalizacije i tehnološkog know-howa, ali i zbog posredničke uloge između ministarstava i industrijskih proizvodnih jedinica (poduzeća). Akademija znanosti imala je pristup samo svojim istraživačkim institutima i bila zadužena za prezentiranje sovjetskih svemirskih aktivnosti u inozemstvu.
Trebalo je proći gotovo 20 godina prije nego što je 1985. u SSSR-u razvijeno novo, "Zenit" lansirno vozilo srednje veličine (izgrađeno u Ukrajini), a koje se zapravo sastoji od jednog boostera teškog lansirnog vozila "Energia", opremljenog s jednim ili dva dodatna stupnja. "Energia" je ekstremno snažno lansirno vozilo koje se sastoji od središnje kriogeničke jezgre (tekući vodik i kisik) okružene s 2 do 8 boostera (tekući kisik i kerozin). Dizajnirana je za postavljanje tereta od 65 do 200 tona u nisku orbitu (LEO), koliko bi bilo potrebno za konstruiranje velikih svemirskih postaja (sovjetski projekt Kosmograd), za sastavljanje interplanetarnih svemirskih brodova ili s 4 boostera za lansiranje Space Shuttlea "Buran". Dodavanjem drugog stupnja moguće je lansirati velike i teške terete i u visoku orbitu. Prva dva uspješna testna lansiranja lansirnog vozila "Energia" i orbitera "Buran" izvedena su 1987. i 1988., a potom je ovaj program konzerviran.
Problem financiranja uz dodatak potrebe za profitabilnošću u post-sovjetskoj Rusiji ostavile su "Energiju" bez trenutne primjene, između ostalog i zbog toga što nijedan komercijalni teret, pa čak niti Međunarodna svemirska postaja (ISS), trenutno ne zahtijevaju tako snažno lansirno vozilo. 
Raspad Sovjetskog Saveza donio je dva tipa problema s kojima se trebalo istodobno suočiti:
- neovisnost republika vodila je gubitku određenih postrojenja
- potpuno raspuštanje državnih izvršnih tijela koje su prethodno upravljale svemirskim aktivnostima

Rusija je raspolagala s 80 % svemirskog potencijala SSSR-a i potpisala je s većinom bivših država članica (1991.) sporazum o daljnjoj suradnji. Osim u Rusiji, znatan svemirski potencijal koncentriran je još i u Ukrajini, Kazahstanu (kozmodrom Bajkonur) i Bjelorusiji. Na unutrašnjem planu, Rusija se trebala suočiti se slabo organiziranim vezama vlade, vojske i industrije. Dobro utvrđene institucije za donošenje odluka (KP izvršna tijela) i za management (MOM i dr.) nestale su sa scene, a Vojno-industrijski kompleks ostao je ponajviše po strani.

### Osnivanje Ruske svemirske agencije
Dana 25. veljače 1992. godine osnovana je Ruska svemirska agencija ili RKA, kao ključna inovacija u novoj organizaciji ruskog (civilnog) svemirskog programa. Zapošljavala je svega nekoliko stotina djelatnika (u Sovjetskom Savezu MOM je imao oko 2 milijuna zaposlenika) i naslijedila neka postojeća postrojenja i institute. Zahvaljujući iskustvu svojih djelatnika, bivših stručnjaka, političara i upravitelja svemirskog programa, brzo je zadobila autoritet i u zemlji i inozemstvu. U ožujku 1999., objavljeno je da će ovlasti nad 350 poduzeća u zrakoplovnoj industriji (prethodno ovisnih o Ministarstvu obrane) biti prenesene na RKA, pa je u srpnju iste godine RKA postala RAKA (Ruska zrakoplovna i svemirska agencija).
U novim okolnostima određen utjecaj i dalje ostvaruju određena ministarstva, posebno Ministarstvo obrane i Ruske svemirske snage, a u znanstvenim istraživanjima i vanjskoj suradnji Akademija znanosti. Državna sredstva dovoljna su tek toliko da održe postojeće potencijale, odnosno omoguće minimalno poslovanje, a dodatna sredstva za razvoj nastoje se ostvariti kroz međunarodnu suradnju i lansiranje (inozemnih) komercijalnih satelita i svemirskih letjelica.
U skladu sa sporazumima o razoružanju, koja su obuhvaćala na stotine strateških interkontinentalnih projektila, Rusija je poput SAD-a tražila način njihova preoblikovanja u lagana i srednje teška lansirna vozila, s namjerom da ih proda na međunarodnom tržištu. Istodobno, korisnici na Zapadu i širom svijeta tako su dobili priliku lansirati (najčešće iz Pljeseck i Bajkonur kozmodroma) male satelite po vrlo niskoj cijeni. Dodavanjem projektilima dodatnih stupnjeva tako je nastalo "Start 1" lansirno vozilo, po prvi puta lansirano 1993., zatim "Rockot", "Strela", "Dnepr" i druga lansirna vozila. Uz to, kako bi se zadovoljila potražnja za poboljšanim performansama zahtijevanim na međunarodnom lansirnom tržištu, pokrenuto je (kao i u SAD-u) u kooperaciji sa stranim kompanijama nekoliko projekata malih lansirnih vozila koja ne proizlaze iz balističkih projektila, kao što su "Air Launch" i "Rikcha" (obje koriste tekući kisik i prirodni plin kao gorivo).
Ipak, najambiciozniji novi ruski projekt je "Angara" obitelj velikih, modularnih svemirskih lansirnih vozila, koja po uzoru na najnovije američke (EELV) rakete Delta IV i Atlas V, koristi različite usavršene komponente N1, Zenit, Energia i Proton lansirnih vozila. Ovome treba pridodati i najnoviji konceptni projekt reupotrebljivog svemirskog vozila "Kliper", kojeg Rusija nastoji ostvariti u kooperaciji s Europom (ESA) i eventualno Japanom (JAXA), a koji bi najkasnije do 2015. godine trebao zamijeniti već zastarjeli svemirski brod "Sojuz". Slično američkom Crew Exploration Vechicle (CEV), koji će zamijeniti Space Shuttle, "Kliper" bi trebao biti u stanju transportirati do 6 kozmonauta na ISS, te poslužiti za buduća istraživanja Mjeseca i eventualno Marsa. U početnu orbitu bio bi lansiran uz pomoć modificirane verzije rakete "Sojuz 2" (usavršeni "Sojuz ST"), a potom bi uz pomoć dodatnog potisnog stupnja "Parom" koji bi ga čekao u orbiti, nastavio putovanje prema ISS-u. Ovaj bi se završni postupak mogao izbjeći korištenjem snažnijih lansirnih vozila, poput onih iz Angara ili Zenit obitelji.